# Soy como soy (canción)
«Soy como soy» es una canción interpretada por la cantante española Edurne, escrita por Steve Lee, Tina Harris, Steve Anderson y Andrés Alcaraz (adaptación de la letra al español). 
Fue lanzada en marzo de 2010 como primer sencillo de su cuarto álbum Nueva piel. 

## Vídeo musical
El vídeo musical se estrenó el 24 de abril de 2010 en YouTube. Se compone de varias escenas con Edurne y sus bailarinas bailando una coreografía marcada, también aparece con un chico seduciéndolo, y con diferentes estilismos y fondos.

## Formatos
Descarga digital
| Descarga digital |                         |          |  |
| N.º              | Título                  | Duración |  |
| 1.               | «Soy Como Soy - Single» | 3:40     |  |

## Otras versiones
El grupo británico The Ultra Girls lanzó en 2011 como primer sencillo la canción «Girls Will Be Girls», versión original de Soy como soy.